# 2196 Ellicott
2196 Ellicott este un asteroid din centura principală, descoperit pe 29 ianuarie 1965 de Goethe Link Obs..